# Saint-Cyr (Manche)
Saint-Cyr település Franciaországban, Manche megyében. Lakosainak száma 211 fő (2022. január 1.). Saint-Cyr Huberville, Éroudeville, Le Ham, Hémevez, Montebourg, Saint-Germain-de-Tournebut és Sortosville községekkel határos.

## Népesség
A település népessége az elmúlt években az alábbi módon változott:
| Lakosok száma | 138  | 164  | 166  | 192  | 204  | 189  | 181  | 198  | 206  | 211  |
|               | 1968 | 1982 | 1990 | 2006 | 2013 | 2015 | 2017 | 2019 | 2020 | 2022 |